# 가군의 깊이
가환대수학에서 깊이(영어: depth)는 가군의 “크기”를 측정하는 정수이다. 국소환의 경우 이는 크룰 차원 이하이며, 사영 차원과 깊은 관계를 갖는다.

## 정의
다음이 주어졌다고 하자.
- 뇌터 가환환 {\displaystyle R}
- {\displaystyle R}의 아이디얼 {\displaystyle {\mathfrak {a}}}
- {\displaystyle R}의 유한 생성 가군 {\displaystyle M}. 또한, {\displaystyle {\mathfrak {a}}M\subsetneq M}이라고 하자.

그렇다면 다음 두 정수가 서로 같으며, 이를 {\displaystyle M}의 {\displaystyle {\mathfrak {a}}}-깊이(영어: {\displaystyle {\mathfrak {a}}}-depth) {\displaystyle \operatorname {depth} _{\mathfrak {a}}(M)}라고 한다.
- {\displaystyle \min\{n\colon \operatorname {Ext} _{R}^{n}(R/{\mathfrak {a}},M)\neq 0\}}. 즉, Ext 함자가 0이 아니게 되는 가장 작은 차수[1]:450, Proposition 18.4
- {\displaystyle {\mathfrak {a}}}에 포함된 {\displaystyle M}의 정칙렬의 최대 길이[1]:425

## 성질
가환 뇌터 국소환 {\displaystyle (R,{\mathfrak {m}})} 위의 유한 생성 가군 {\displaystyle M}의 경우, 그 깊이는 크룰 차원 이하이다.
{\displaystyle \operatorname {depth} _{\mathfrak {m}}M\leq \dim _{R}M}
또한, 다음이 성립한다.
- {\displaystyle \operatorname {depth} _{\mathfrak {m}}M=0\iff {\mathfrak {m}}\in \operatorname {Ass} _{R}M}

여기서 {\displaystyle \operatorname {Ass} _{R}M\subseteq \operatorname {Spec} R}은 {\displaystyle M}의 연관 소 아이디얼들의 집합이다.

### 오슬랜더-북스바움 공식
다음이 주어졌다고 하자.
- 뇌터 가환 국소환 {\displaystyle (R,{\mathfrak {m}})}
- {\displaystyle R} 위의 유한 생성 가군 {\displaystyle M}. 또한, {\displaystyle -\infty <\operatorname {pd} _{R}M<\infty }이라고 하자 ({\displaystyle \operatorname {pd} }는 사영 차원).

그렇다면 다음이 성립한다 (오슬랜더-북스바움 공식 영어: Auslander–Buchsbaum formula).:Theorem 3.7
{\displaystyle \operatorname {pd} _{R}M+\operatorname {depth} _{\mathfrak {m}}M=\operatorname {depth} _{\mathfrak {m}}R}